# Coelioxys dinellii
Coelioxys dinellii är en biart som beskrevs av Holmberg 1916. Coelioxys dinellii ingår i släktet kägelbin, och familjen buksamlarbin. Inga underarter finns listade i Catalogue of Life.